# Moreton House

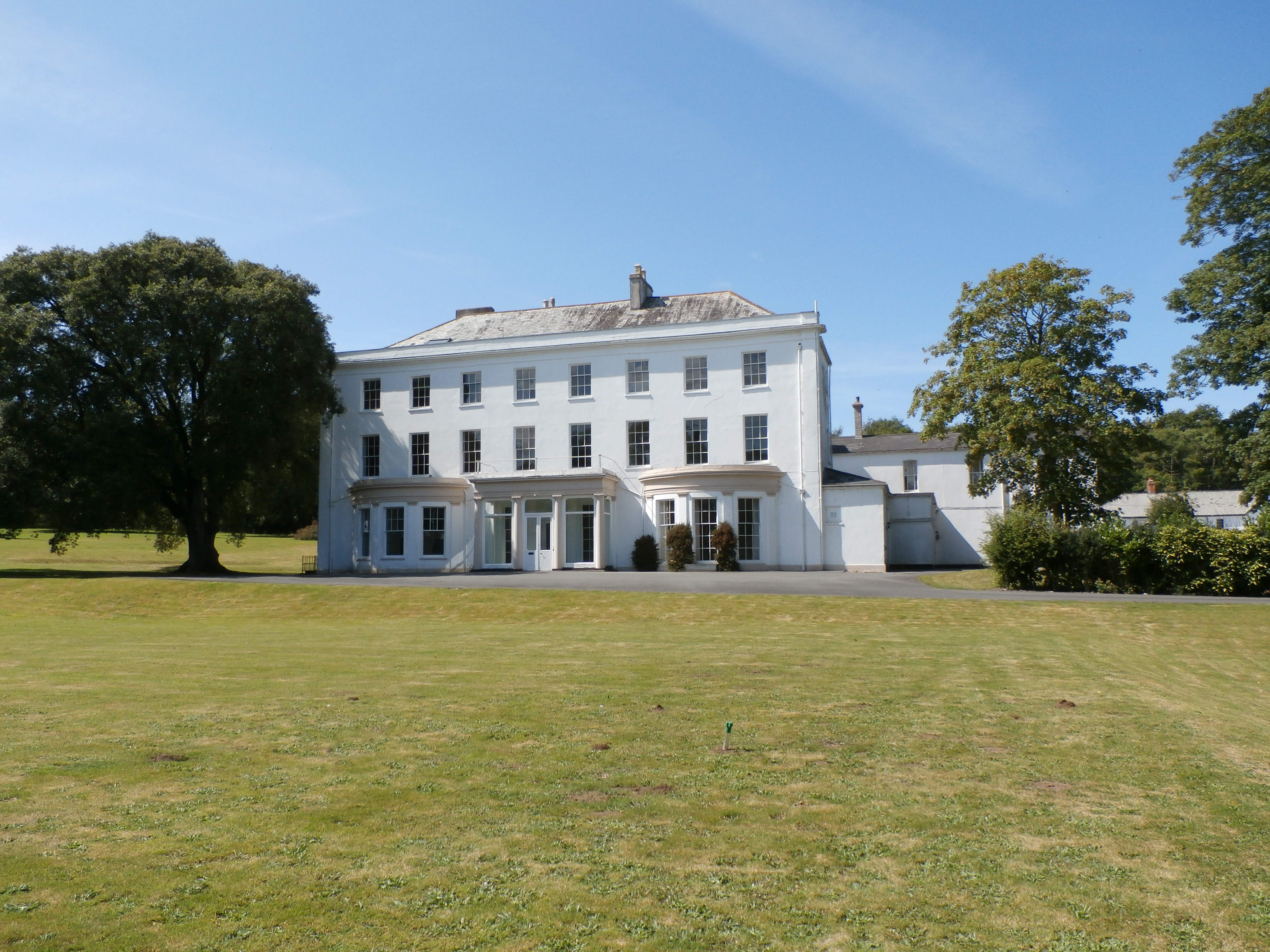
Moreton House in Bideford, Ostfassade

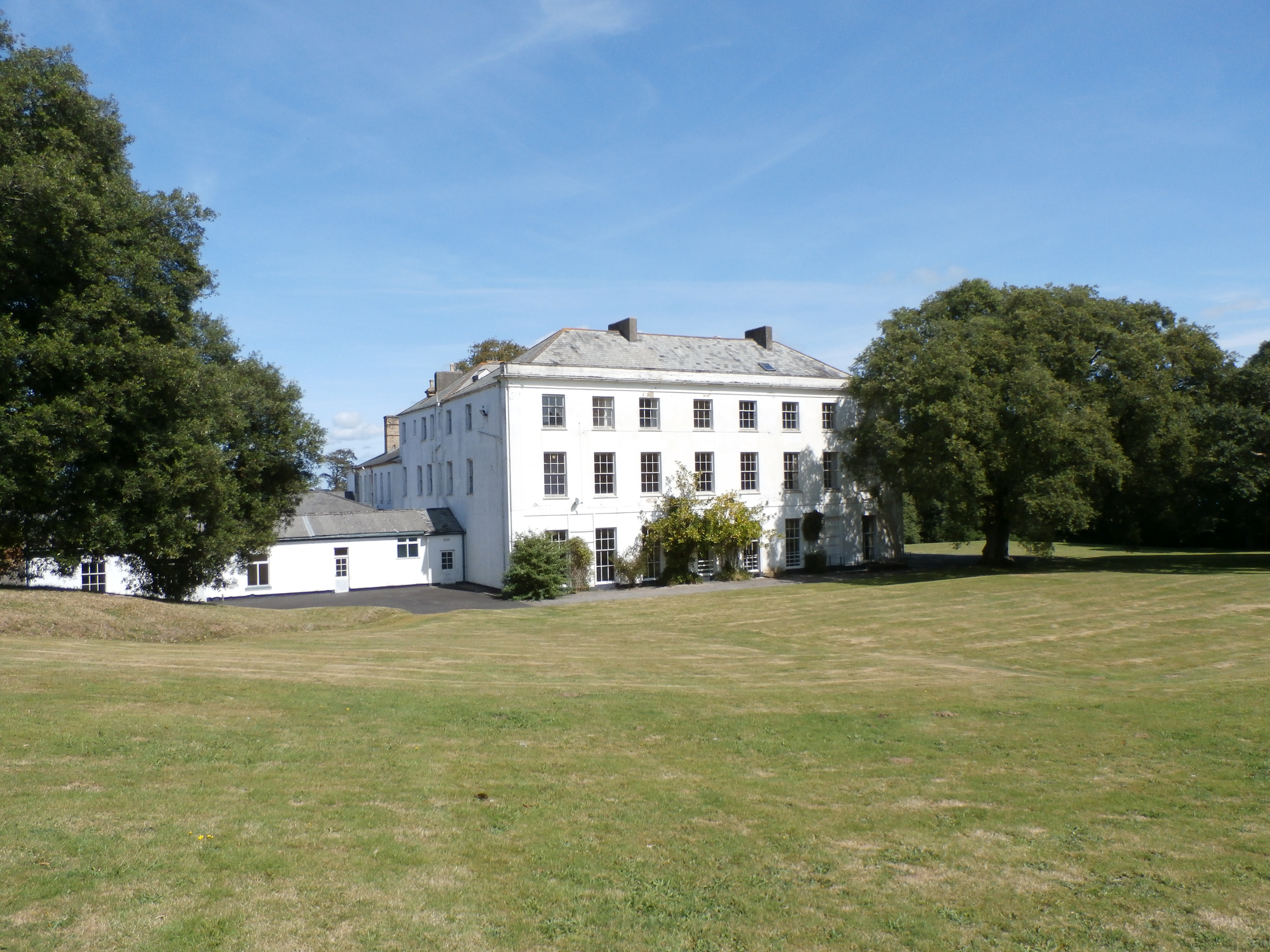
Moreton House, Südfassade

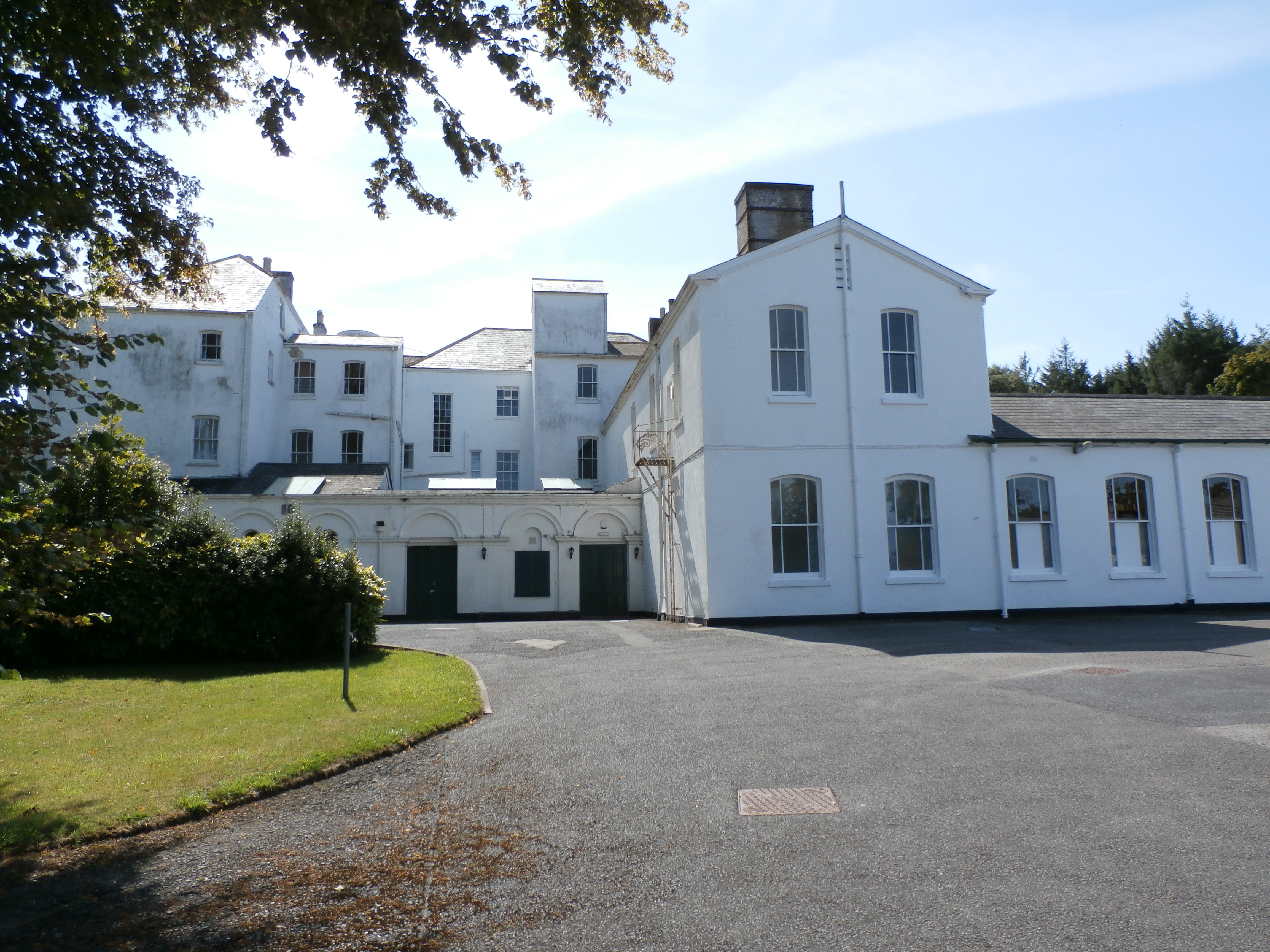
Moreton House, Nordfassade

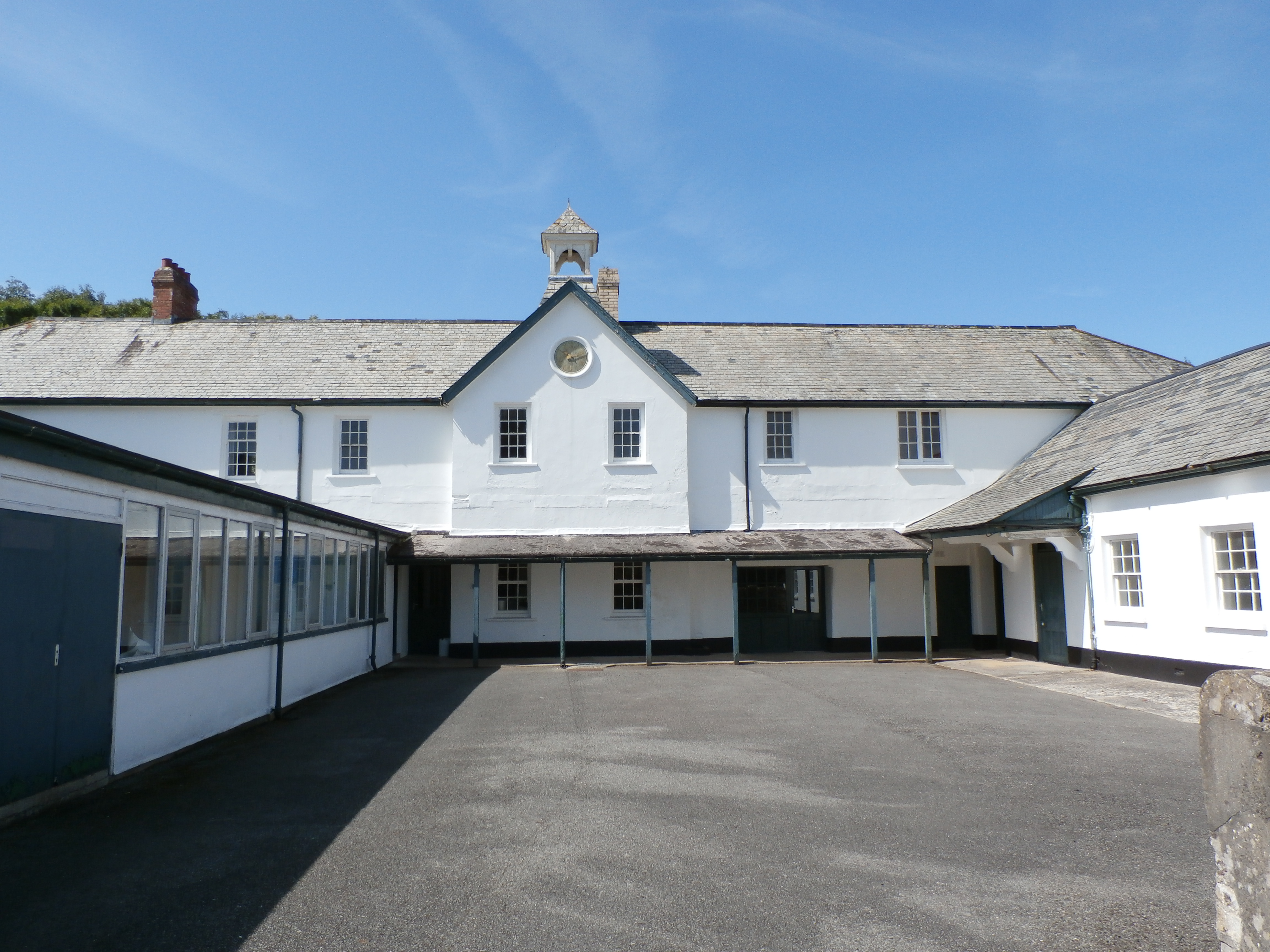
Moreton House, Stallungen

Moreton House (bis 1821 Daddon House) ist ein Landhaus bei Bideford im Norden der englischen Grafschaft Devon. Es liegt etwa 1,6 km westlich des alten Zentrums der Stadt. English Heritage hat das Haus als historisches Bauwerk II. Grades gelistet. Das Haus, dessen Auffahrt nach Süden von der Straße von Bideford nach Abbotsham anzweigt, wurde in der letzten Zeit immer mehr von Vororten von Bideford umgeben, sodass 2014 nur noch etwa 2 Hektar des früheren Parklandes des Hauses übriggeblieben war. Das Anwesen soll früher das Eigentum der bekannten Familie Grenville, Herren der Grundherrschaft Bideville sowie der von Stowe in Cornwall gewesen sein. Später erwarb es die Kaufmannsfamilie Buck aus Bideford, die das Haus 1760 und nochmals 1821 umbauen ließ. 1858 wechselte die Familie Buck ihren Namen in Stucley zu Ehren einer Vorfahrin und Erbin. Die Familie Stucley, die weitere große Landsitze, wie Hartland Abbey, Affeton Castle und North Molton geerbt hatte, verkaufte Moreton House 1956. Danach residierte dort das Grenville College, eine Privatschule, die 2009 dort wieder auszog. Das Landhaus ist ein schönes Beispiel georgianischer Architektur. Im ehemaligen Parkland lagen Ziergärten mit zwei Seen, Springbrunnen, Wasserfällen und formellen Randbepflanzungen. Das Haus wurde zusammen mit 2 Hektar verbleibenden Parklandes 2014 für den überraschend niedrigen Preis von £ 500.000 zu Kauf angeboten und wurde im ganzen Land bekannt, als die Zeitung Daily Mail anführte, dass eine kleine Garage für ein Auto in Kensington, einem westlichen Viertel von London, für den gleichen Preis angeboten wurde wie das Moreton House mit seinen 28 Schlafzimmern. Der Makler erklärte den niedrigen Preis mit der enormen Größe des Hauses (3165 m² Wohnfläche, 28 Schlafzimmer, 19 Empfangsräume, ein Ballsaal und acht Bäder). An den früheren Namen des Hauses erinnert ein Industriegebiet namens Daddon Court knapp südlich von Moreton House.

## Geschichte

### Buck

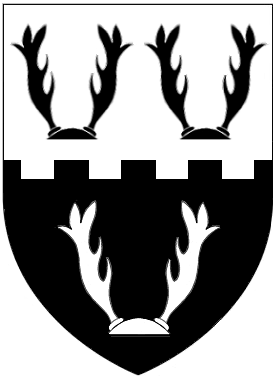
Redendes Wappen der Bucks of Daddon (Moreton), Bideford: Durch Zinnenbalken getrenntes Weiß und Schwarz, drei Bocksgeweihe (engl.: Buck) auf Kopfschwarte auf Lücke

Die Mitglieder der Familie Buck waren Schiffseigner und Kaufleute aus Bideford, die vom 17. Jahrhundert an mit den amerikanischen Kolonien Handel trieben und in Virginia Tabakplantagen und in Bideford (Maine) eine Sägemühle besaßen. Bideford war der führende Tabakumschlagshafen in England. Von ihren Profiten kauften sie viel Land rund um Bideford und schließlich umschlossen ihre Ländereien Ende des 18. Jahrhunderts fast die Nordseite der Stadt von Westleigh bis nach Northam. Ihr Wappen zeigt Durch Zinnenbalken getrenntes Weiß und Schwarz, drei Bocksgeweihe (engl.: Buck) auf Kopfschwarte auf Lücke. Dieses Wappen führen die heutigen Baronets Stucley mit dem alten Wappen der Stucleys geviertelt, wobei das Stucley-Wappen im 1. Und 4. Viertel erscheint. Die Ahnenreihe der Bucks sieht folgendermaßen aus:
- John Buck, dessen Gattins Mädchennamen Hartwell war.
- Hartwell Buck († 1691), Sohn, begraben in Bideford. Er heiratete Sibella Ford († 1706), Tochter von John Ford.
- George I. Buck (1674-1743), 3. Sohn und Schlusserbe. Er war siebenmal Bürgermeister von Bideford. 1697 heiratete er Sara Stucley († 1742), Tochter und Ersterbin von Dennis Stucley (1673/1674 – 1741/1742) von Affeton in der Gemeinde West Worlington, eine sehr alte und prominente Familie des niederen Adels in Devonshire, die allerdings im englischen Bürgerkrieg wegen ihrer Parteinahme für die royalistische Sache nahezu ruiniert wurde.
- John Buck († 1745), 3. Sohn und Erbe, der 1729 Judith Pawley († 1739), die Alleinerbin von William Pawley aus Bideford, heiratete.
- George II. Buck (1731–1794), ältester Sohn und Erbe, Friedensrichter von Devon. 1755 erbte er das Anwesen von Affeton Castle und weitere Ländereien von seinem Großonkel Dennis Stucley († 1755), 1748 Sheriff von Devon, der unverheiratet starb. 1754 heiratet er Anne Orchard (1730–1820), Tochter von Paul I. Orchard († 1740), Parlamentsabgeordneter, aus Hartland Abbey bei Bideford, und Schwester von Paul II. Orchard (1739–1812) aus Hartland Abbey, der kinderlos starb und es seiner anderen Schwester Charlotte Hooper Morrison von Yeo Vale House vermachte.[3][9][10] Die Orchards hatten ihr Vermögen durch das Steuereintreiben für den König in Exeter, Barnstaple und Bideford gemacht.[9] George II. Buck ließ Daddon House um 1760 neu bauen[2] und machte es zu seinem Heim.[9]  Der unsymmetrische Grundriss des neuen Hauses legt den Schluss nahe, dass er einen Teil des alten Hauses erhalten und integrieren ließ.[2] Die Bucks besuchten Affeton von Zeit zu Zeit und lebten bei dem Pächter der Barton-Farm, da das frühere Schloss der Stucleys im Bürgerkrieg zerstört worden war, wobei nur die Ruine des Torhauses erhalten blieb.[11] Er erwarb das Kirchenpatronat von Bideford von den Erben von William Granville, 3. Earl of Bath (1692–1711), dem letzten Herrn der Grundherrschaft Bideford aus der Familie Grenville.[12][13]

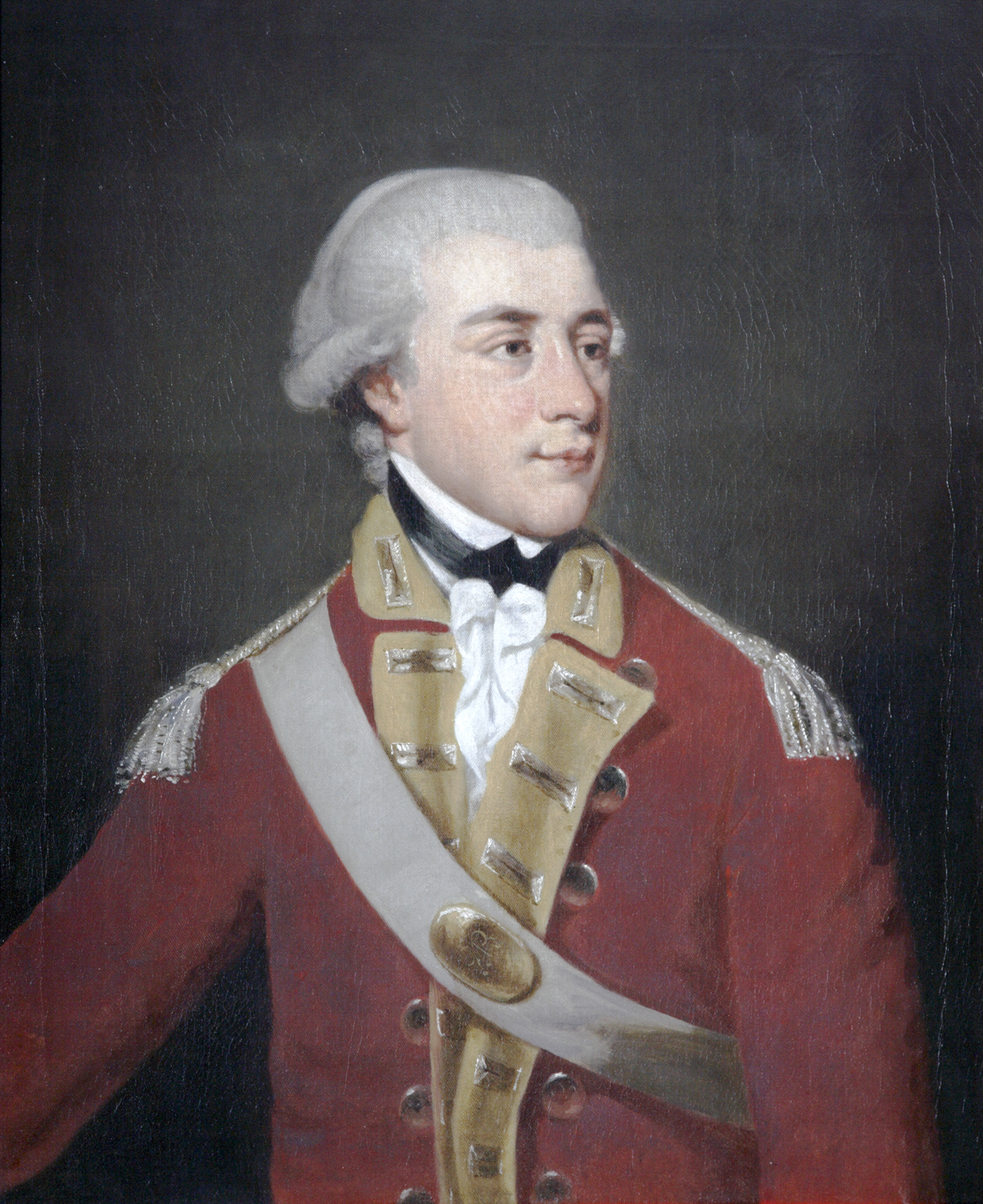
George Stucley Buck (1755–1791), aus Daddon House (später Morton House) und Affeton, Devon, in Militäruniform. Porträt eines Mitarbeiters von George Romney (1734–1802), Sammlung des Bideford Town Council, ausgestellt in der Bideford Town Hall.

- George Stucley Buck (1755–1791), einziger Sohn und Erbe. 1780 heiratete er Martha Keats (1753–1833), älteste Tochter von Richard Keats, Rektor der Schule von Tiverton, Rektor von Bideford und King's Nympton. Er starb im Alter von 36 Jahren[3][9][14] vor seinen beiden Eltern. Sein Porträt malte ein Mitarbeiter von George Romney (1734–1802); es hängt in der Bideford Town Hall.
- George Pawley Buck (1782–1805), 2. Sohn und Erbe, starb im Alter von 23 Jahren ohne Nachkommen.[15] Als Kirchenpatron machte er der Rektorei von Bideford 1804 eine Stiftung.[16]
- Lewis William Buck (1784–1858), jüngerer Bruder. Parlamentsabgeordneter für Exeter 1826–1832 und für North Devon 1839–1857.[17] Er besuchte die Blundells School in Tiverton und das Emmanuel College in Cambridge. Er erbte Hartland Abbey nach dem letzten Willen seiner Großtante Charlotte Hooper Morrison.[9] So besaß er die väterlichen Buck-Anwesen von Daddon und andere Ländereien, das Stucley-Erbe in Affeton und andere Ländereien und ebenfalls Hartland Abbey und andere Ländereien. 1808 heiratete er Ann Robbins, Tochter von Thomas Robbins aus Roundhams in Berkshire. Er soll 1821 weitere Bauarbeiten in Daddon House durchführen haben lassen und den Namen in Moreton House abgeändert haben. Er hatte Benjamin Disraeli in Moreton House zu Gast,[2] allerdings, bevor dieser 1868 (also nach Lewis William Bucks Tod) Premierminister wurde. Er machte eine außergewöhnliche politische Karriere und man denkt, dass er Minister oder Angehöriger des Hochadels geworden wäre, wenn er lang genug gelebt hätte, um Disraelis Kabinett zu erleben. Er hätte dann seinem Sohn die Ehre der Baronetie, sozusagen als Entschädigung, übertragen können.[9] Als Kirchenpatron machte er zwei Angebote an die Rektorei von Bideford, 1844 und 1853.[16]

### Buck (Stucley)

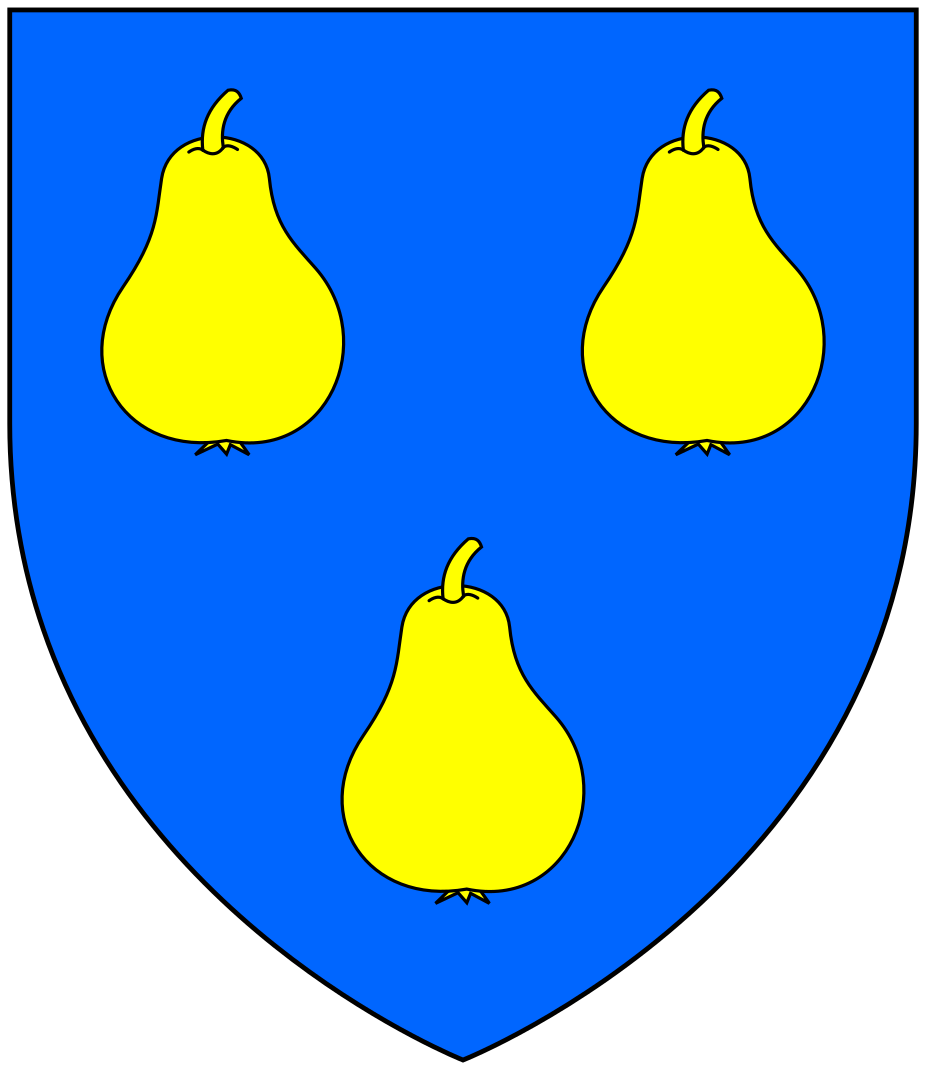
Wappen der Stucleys: Blau, drei hängende Birnen in Gold
Motto: Bellement et Hardiment („schön und tapfer“)

- Sir George Stucley Buck Stucley, 1. Baronet, (1812–1900), Sohn und Erbe, der 1858 durch königliche Erlaubnis den Namen und das Wappen der Stucleys annahm und 1859 zum Baronet ernannt wurde. Er war zweimal Parlamentsabgeordneter für Barnstaple, zog sich aber 1868 aus der Politik zurück und war später Sheriff von Devon.[18] Er heiratete in erster Ehe Lady Elizabeth O’Bryan, vierte Tochter und Miterbin von William O’Brien, 2. Marquess of Thomond, (1765–1846), durch die er Nachkommenschaft hatte. Er war sehr an der Familiengeschichte, Heraldik und seinen Vorfahren interessiert.[7] Er ließ Hartland Abbey neu ausstatten und 1868–1869 die Ruine des Torhauses von Affeton Castle wieder herrichten, das einzige Gebäude des befestigten Herrenhauses der Stucleys, das nach der Zerstörung im Bürgerkrieg übriggeblieben war. Er benannte das Torhaus in Affeton Castle um und nutzte es als Jagdschloss für die Jagd auf Rauhfußhühner[11] im Affeton Moor. Von 1840 bis 1870 wohnte er in Hartland Abbey,[7] und übergab dann nach dem Tod seiner ersten Gattin das Schloss an seinen Sohn. 1872 heiratete er in zweiter Ehe Louisa Granville, Tochter von Sir Beville Granville aus Wellesbourne in Warwickshire.[3] Er zog nach Exbury House am Solent um,[18] das er mietete, um seiner Leidenschaft des Jachtsegelns nachzugehen. Als Kirchenpatron machte er zwei Stiftungen an die Rektorei Bideford, 1878[19] und 1896.[16] Er starb 1900, im Alter von 88 Jahren, in Moreton House.[20]
- Lt.-Col. Sir William Lewis Stucley, 2. Baronet, (1836–1911), ältester Sohn des 1. Baronets und seiner ersten Gattin, starb ohne Nachkommen. Seine zweite Gattin, Marion, überlebte ihn; sie lebte bis 1932 in Hartland Abbey.[20]
- Sir Edward Arthur George Stucley, 3. Baronet, (1852–1927), jüngerer Bruder, starb ohne Nachkommen. 1913 ließ er drei Räume im ersten Obergeschoss von Moreton House verbinden und so einen Ballsaal schaffen.[5]
- Sir Hugh Nicholas Granville Stucley, 4. Baronet, (1873–1956), ältester Halbbruder, Sohn von Louisa Granville. Er war 1913 nach Moreton House gezogen und ließ wesentliche Umbauten durchführen.[2] Sir Hugh diente als Lieutenant Commander in der Royal Navy. Er wurde in den Stadtrat von Bideford gewählt und war Stadtteilbürgermeister. Dies war das 37. Mal, dass ein Mitglied der Familie als Stadtteilbürgermeister diente. Er wurde 1906 auch ins Grafschaftsparlament von Devon gewählt und war 1908 Alderman der Grafschaft. Er kümmerte sich besonders um Fragen der Finanzen und der Bildung. Seine persönlichen Interessen waren das Fischen, die Jagd und die Landschaftsgärtnerei. Er selbst entwarf die wundervollen Gärten, für die Moreton House früher bekannt war. Von 1939 bis 1945, während des Zweiten Weltkrieges, wurde die King's Mead Preparatory School aus ihrem früheren Quartier in Seaford in Sussex auf Zeit einquartiert. Sir Hugh zog in die Lodge und kümmerte sich um die Jungen, die zu jung waren, um in dem Internat zu leben.[21]
- Sir Dennis Frederic Bankes Stucley, 5. Baronet, (1907–1983). Er verbrachte seine frühe Kindheit in Pillhead, East-the-Water, in Bideford und seine Jugend in Moreton House.[7] Wie sein Vater war er Bürgermeister von Bideford. 1947 vermachte ihm sein Vater das Anwesen in Affeton, zusammen mit der Grundherrschaft von West Worlington und weiteren Ländereien.[7] 1932 heiratete er Hon. Sheila Bampfylde, Tochter und (nach dem Tod ihres Bruders 1936) einzige Schlusserbin von George Wentworth Warwick Bampfylde, 4. Baron Poltimore, (1882–1965) von Poltimore und North Molton sowie anderen Ländereien in Devon und anderen Landesteilen. Der 4. Baron verkaufte die meisten englischen Ländereien und zog nach Rhodesien, wo er 1965 starb. Sheila aber erbte das Anwesen von North Molton mit dem Herrenhaus und dem Court House, einem weiteren großen Haus im Dorf. Der 5. Baronet und seine Gattin lebten zeitweise in Court Hall in North Molton, wo er seinem Hobby der Fasanenjagd frönte, ebenso wie in Hartland Abbey, wo sie einen neuen Garten anlegte. 1956 verkaufte der Baronet Moreton House.[22]
- Sir Hugh George Copplestone Bampfylde Stucley, 6. Baronet (* 1945). 1976 wohnten er, seine Gattin und seine junge Familie im alten Torhaus von Affeton Castle, das der Baronet um Kinderzimmer und zusätzliche Schlafräume hatte erweitern lassen. Er bewirtschaftete den Bauernhof mit 400 Hektar Land.[7] Er sieht Affeton Castle als Hauptfamiliensitz an[22] und dies ist – anders als Hartland Abbey – ein Privathaus, das nicht öffentlich zugänglich ist.

## Grenville College
Moreton House wurde von der Familie Stucley verkauft und zu einem Teil des Grenville College, einer Privatschule. Die Gärten wurden gepflegt und waren zu bestimmten Zeiten öffentlich zugänglich. Etwa um diese Zeit wurden etliche weitere Häuser auf dem Anwesen des Landhauses errichtet, z. B. Scott House und Crabbe House. Die Spiel- und Sportanlagen der Schule befanden sich in dem weitläufigen Anwesen um das Landhaus, aber, seit die Schule geschlossen wurde, wurde dieses Gelände mit Privathäusern bebaut.